# الجدار (مسلسل)
الجدار (بالفرنسية: La Faille)‏ هو مسلسل تلفزيوني درامي جريمة فرنسي-كندي، يتألف من ثلاثة مواسم، مجموعهم 25 حلقة، بدأ عرضه على Club Illico في عام 2019. السلسلة من تأليف فريديريك أويليت، وإخراج باتريس سوفي ودانيال روبي، وإنتاج دومينيك فيليت لـ Pixcom / Quebecor Content. دبلجت شركة سامة للإنتاج والتوزيع الفني السورية المسلسل من اللغة التركية إلى العربية باللهجة السورية وعُرض على قناة إم بي سي 4، وقد قامت بها مجموعة من الممثلين السوريين. عُرض المسلسل بنسخة مدبلجة باللهجة السورية على إم بي سي 4، وباللغة الفارسية على إم بي سي الفارسية. تم بث المسلسل بدبلجة شركة سامة للإنتاج الفني على إم بي سي 4 أولاً ثم على إم بي سي أكشن. المسلسل من تأليف فريديريك أويليه، وإخراج باتريس سوفي (المواسم الأولين) ودانييل روبي (الموسم الثالث). تم بث الموسم الأول المكون من ثماني حلقات في كندا اعتبارًا من 12 ديسمبر 2019 وفي فرنسا أيضًا The Wall: Cover Your Tracks من 26 أبريل 2020 عبر 13ème Rue.
تم بث الموسم الأول المكون من ثماني حلقات في كندا ابتداءً من 12 ديسمبر 2019 وفي فرنسا أيضاً تحت عنوان The Wall: Cover Your Tracks منذ 26 أبريل 2020 على 13ème Rue. الموسم الثاني بعنوان La Faille 2 أو The Wall: The Chateau Murder، من تسع حلقات، تم بثه منذ 17 أكتوبر 2021. الموسم الثالث والأخير بعنوان La Faille 3: La Verger أو The Wall: The Orchard، من ثماني حلقات، تم بثه في 16 نوفمبر 2022.
يقع الموسم الأول في مدينة التعدين فيرمون، الشمال الشرقي كيبك، كندا. تُعرف الميزة الهيكلية الرئيسية لفيرمونت باسم "الجدار"، الذي يتكون من مبانٍ سكنية وتجارية وترفيهية وتعليمية قائمة بذاتها. La Faille 3: La Verger أو The Wall: The Orchard, الموسم الثالث والأخير من ثماني حلقات، تم بثه في 16 نوفمبر 2022. في "La Faille"، البطل الرئيسي هو المحقق الرقيب سيلين (إيزابيل ريتشر)، التي تُرسل من عاصمة المقاطعة مدينة كيبك للتحقيق في مقتل عاهرة عارية داخل الجدار. يساعدها في التحقيق الشرطي المحلي أليكس (أليكساندر لاندري). سيلين تلتقي ابنتها المنفصلة صوفي (ماريبييه مورين) المتزوجة من نجل مالك المنجم لو (جان فيليب بيراس). في فرنسا، تم إيقاف بث الموسم الأول في منتصف يوليو 2020 بعد تقديم المغنية وكاتبة الأغاني الفرنسية الكندية صفية نولين مزاعم عن الاعتداء الجنسي والتصريحات العنصرية ضد مورين. اعتذرت موران علنًا، ولم تقدم نولين أي شكوى رسمية وضغط الوسط الفني على نادي إليكو لاستئناف البث.
خلال الموسم الثاني، عادت سيلين إلى مدينة كيبيك وتحقق في مقتل مهندس مدني - الذي عُثر عليه ملفوفًا في الخرسانة أمام شاتو فرونتيناك. أما أليكس، الذي يعاني من اضطراب ما بعد الصدمة، فقد تحقق في القضية غير رسمياً خلال إجازته الإجبارية، ويشارك في عملية سرية تتخفى في القصر. تنضم صوفي إلى والدها ويليام (برونو فيردوني) للبحث عن الأسرار الصناعية المتعلقة بالمشاريع الهندسية الكبرى في المدينة. سيلين تتعاون مع المحقق الصاعد دافني (نايلا لويدورت). قبل بدء تصوير الموسم الثالث، تم إزالة مورين من فريق التمثيل، بعد أن أثيرت مزاعم أخرى حول سلوك غير لائق. أما في الموسم الثالث، فقد سافرت سيلين إلى مسقط رأسها الوهمي في آبلجروف في شرق تاونشيبس (أو إستري). عثر أليكس على هيكل عظمي في بستان عمها، والذي تم تحديده كجدة سيلين المفقودة منذ فترة طويلة. ينضم إليهما جوني، ضابط شرطة من إستري (ديدير لوسيان). تورطت الفرقة في نزاعات بين العائلات المحلية، وتعقدت المسائل عندما وجدوا روابط تشير إلى دير Saint-Benoît-du-Lac المجاور وإعادة التحقيق في الجريمة القديمة بقتل ابن عم سيلين.

## البث الدولي
تم دبلجة المسلسل إلى العربية باللهجة السورية وعُرض على قناة إم بي سي 4 ثم على إم بي سي أكشن. وبالدبلجة الفارسية على إم بي سي الفارسية.

## وصلات خارجية
- الجدار على موقع IMDb (الإنجليزية)
- الجدار على موقع قاعدة بيانات الأفلام العربية
- الجدار على موقع كينوبويسك (الروسية)
- الجدار على موقع ألو سيني (الفرنسية)
- الجدار على موقع قاعدة بيانات الفيلم (الإنجليزية)